# Asier Peña Iturria
Asier Peña Iturria (Pamplona, 15 april 1977) is een voormalig Spaans schaatser.

## Biografie
Peña Iturria, een voormalig inline-skater, nam tot op heden driemaal deel aan de Europese kampioenschappen, in 2008, 2009 en in 2010. Hij behaalde hier respectievelijk de 32e, 26e en 29e plaats. Ook rijdt hij mee in het wereldbekercircuit. Hij woont tegenwoordig in Oslo waar hij lid is van de schaatsvereniging Aktiv. Zijn coach is Edel Therese Høiseth. Peña Iturria komt in Noorwegen ook uit in marathonwedstrijden en won op op 10 december 2007 de 10 kilometer marathon op het kunstijs van Valle Hovin in Oslo. Hij wordt ondersteund door het Miguel Indurain sportfonds voor Spaans-Baskische sporters.
Iturria was Spaans recordhouder op alle afstanden, van 25 oktober 2009 tot 15 februari 2014, toen Iñigo Vidondo een eerste record reed op de 500 meter. In 2022 heeft Iturria nog altijd het Spaans record op de 10 kilometer. Op de Adelskalender stond hij op plek 829 (op 12 december 2009), met een score van 164,668 punten.
In september 2010 maakte Iturria bekend in plaats van wedstrijden te schaatsen tot en met in ieder geval december 2010 te gaan helpen met de wederopbouw van Haïti.

## Persoonlijke records
| Afstand      | Tijd     | Datum             | Baan           |
| ------------ | -------- | ----------------- | -------------- |
| 500 meter    | 40,33    | 24 oktober 2009   | Calgary        |
| 1000 meter   | 1.18,52  | 19 september 2009 | Calgary        |
| 1500 meter   | 1.58,24  | 13 januari 2008   | Kolomna        |
| 3000 meter   | 4.09,10  | 16 februari 2008  | Hamar          |
| 5000 meter   | 6.51,72  | 12 december 2009  | Salt Lake City |
| 10.000 meter | 14.35,06 | 27 januari 2008   | Hamar          |

## Resultaten
| Jaar | EK Allround | Wereldbeker         |
| ---- | ----------- | ------------------- |
| 2007 |             | 0p 1500m 0p 5/10 km |
| 2008 | NC32        | 0p 1500m 0p 5/10 km |
| 2009 | NC26        | 0p 5/10 km          |
| 2010 | NC29        | 0p 5/10 km          |

0p = wel deelgenomen, maar geen punten behaald